# Antonio Seghezzi
Antonio Elia Giuseppe Seghezzi (ur. 25 sierpnia 1906 w Premolo, zm. 21 maja 1945 w KL Dachau) – włoski duchowny katolicki, sługa Boży, męczennik.

## Biografia
Antonio Seghezzi urodził się jako syn Romano i Modesty Seghezzi w Premolo w Prowincji Bergamo 25 sierpnia 1906 roku. Był wychowankiem niższego seminarium duchownego. W 1927 roku ukończył studia z socjologii w Instytucie Katolickim w Bergamo. Został wyświęcony na kapłana w 1929 roku. W 1935 roku wyjechał jako kapelan wojskowy do Erytrei. Po powrocie z Afryki duszpasterzował jako kapelan Akcji Katolickiej Młodzieży Męskiej. Podczas II wojny światowej związał się z grupą wychowanków, którzy wstąpili do ruchu oporu. Został aresztowany 4 listopada 1943 roku. Osadzono go w więzieniu w Bergamo. Sąd skazał go na pięć lat ciężkich robót. Został deportowany do Niemiec. Trafił najpierw do Kaisheim w Bawarii, pracował w fabryce w Löpsingen, a następnie osadzono go w  Dachau. Doczekał wyzwolenia obozu przez aliantów, ale zmarł w szpitalu wojskowym 21 maja 1945 roku. Miejsce pochówku zostało odnalezione w 1952 roku. Od 2006 roku ciało spoczywa w kościele parafialnym w Premolo. Proces beatyfikacyjny rozpoczął się w 1990 roku. Jego prowadzenie powierzono postulatorowi generalnemu Zakonu Braci Mniejszych o. Juanowi Folguera Trepatowi OFM. 